# Stefan Hładyk
Stefan Hładyk (ur. 24 stycznia 1948 w Górecku, zm. 3 marca 2020) – polski działacz społeczności łemkowskiej, radny rady powiatu gorlickiego, współzałożyciel i wieloletni przewodniczący Zjednoczenia Łemków.

## Życiorys
Jego ojcem był Jan Hładyk (1919–1986), który wraz z żoną, córką, matką i siostrą został w 1947 wysiedlony z rodzinnego 7-hektarowego gospodarstwa w ramach akcji „Wisła”. Matka Stefana Hładyka znajdowała się wówczas w ciąży, lecz urodziła go dopiero po przesiedleniu. Miejscem przymusowego zamieszkania rodziny było Stare Kurowo w powiecie strzelecko-drezdeneckim.
Znalazł się na Górnym Śląsku. Ukończył technikum górnicze w Rybniku. Przez 22 lata pracował w górnictwie na terenie Rybnickiego Okręgu Węglowego, m.in. jako sztygar i kierownik dozoru. W latach 1959–1988 mieszkał w Żorach, po czym wrócił do rodzinnej Bielanki, gdzie prowadził gospodarstwo rolne.
W grudniu 2000 został przewodniczącym Zjednoczenia Łemków.
Jako pierwszy Łemko po 1989 odzyskał odebrany jego rodzinie po akcji „Wisła” majątek.
Był przewodniczącym komitetu organizacyjnego Łemkowskiej Watry w Zdyni.
W 2005 kandydował bez sukcesu w wyborach do Sejmu RP z 12. miejsca listy partii Prawo i Sprawiedliwość w okręgu wyborczym nr 14.
Zmarł 3 marca 2020. Uroczystości pogrzebowe odbyły się 5 marca 2020 w cerkwi prawosławnej p.w. Opieki Matki Bożej i Poczajowskiej Ikony Matki Bożej w Bielance. Tego samego dnia został pochowany na cmentarzu parafialnym w Bielance.

## Odznaczenia
W 2002 został odznaczony Krzyżem Kawalerskim Orderu Odrodzenia Polski.
W 2007 prezydent Ukrainy Wiktor Juszczenko odznaczył go Orderem Księcia Jarosława Mądrego V stopnia.

## Życie prywatne
Był żonaty z Marią. Miał córkę Natalię i synów Jarosława, Włodzimierza i Igora.